# كفر كلا الباب
كفر كِلا الباب إحدى قرى مركز السنطة التابع لمحافظة الغربية بجمهورية مصر العربية. تشتهر القرية بتصدير الهجرة غير الشرعية إلى أوروبا وبالأخص هجرة القاصرين. كان الكفر فيما مضى أكبر التجمعات السكانية في المركز قاطبة حتى زاد عدد سكان قرية ميت يزيد عنها في تعداد 1966.

## التاريخ
نشأ الكفر مكان قرية قديمة تسمى كلا الباب وردت في قوانين الدواوين وفي تحفة الإرشاد من أعمال جزيرة قوسينا وفي التحفة السنية من أعمال الغربية. ظهر اسم الكفر بدلًا عن القرية في وقف السلطان الغوري المحرر في 922 هـ وفي دليل سنة 1224 هـ باسم كفر كلا وفي دليل 1228 هـ باسمها الحالي.

## السكان
بلغ عدد سكان كفر كلا الباب 31,261 نسمة حسب تقدير عام 2018.
| السنة  | 1882 | 1897 | 1907 | 1927 | 1947 | 1960   | 1976   | 1986   | 1996   | 2006   | 2018   |
| ------ | ---- | ---- | ---- | ---- | ---- | ------ | ------ | ------ | ------ | ------ | ------ |
| القرية | 4853 | 6146 | 7445 | 8007 | 8779 | 10,850 | 14,362 | 17,863 | 21,103 | 24,540 | 31,261 |